# Charlotte Auerbach
Charlotte Auerbach (Krefeld, 14 maggio 1899 – Edimburgo, 17 marzo 1994) è stata una genetista e biologa tedesca, naturalizzata britannica, considerata una delle fondatrici della mutagenesi chimica, grazie alle sue ricerche pionieristiche sugli effetti mutageni di alcune sostanze chimiche su organismi viventi.
Charlotte Auerbach è ricordata come una delle pioniere della genetica del XX secolo. Il suo lavoro ha avuto implicazioni durature in campi come la mutagenesi ambientale, la tossicologia e la biologia molecolare.

## Biografia
Nata in una famiglia ebrea a Krefeld, in Germania, Auerbach ricevette la sua prima educazione scientifica presso le università di Würzburg, Friburgo, Berlino e Heidelberg. Si specializzò in zoologia, ispirata dagli insegnamenti di Richard Goldschmidt e Oskar Hertwig.
A causa delle discriminazioni razziali imposte dal regime nazista, Auerbach fu costretta a lasciare la Germania nel 1933 e trovò rifugio nel Regno Unito, dove proseguì la sua carriera scientifica. Fu accolta a Edimburgo da Francis Crew, e poco dopo iniziò a collaborare con Hermann Joseph Muller, premio Nobel per la genetica.

## Scoperte scientifiche
Nel 1942, Auerbach condusse una serie di esperimenti con l’iprite (gas mostarda), dimostrando per la prima volta che agenti chimici potevano indurre mutazioni genetiche nei cromosomi della Drosophila melanogaster (moscerino della frutta). Questa scoperta, inizialmente classificata per ragioni belliche, fu pubblicata nel 1946 e segnò l’inizio della mutagenesi chimica come campo scientifico a sé stante.
Auerbach osservò che le mutazioni indotte da sostanze chimiche erano spesso puntiformi e a mosaico, mentre quelle provocate da radiazioni ionizzanti coinvolgevano interi segmenti cromosomici.

## Carriera accademica e riconoscimenti
Auerbach rimase all’Università di Edimburgo per tutta la sua carriera accademica, diventando professore di genetica animale nel 1967 e professore emerito nel 1969. Pubblicò oltre 90 articoli scientifici e numerosi testi di divulgazione, tra cui il saggio Science and the Imagination.
Nel 1976 ricevette la Medaglia Darwin dalla Royal Society, riconoscimento prestigioso per i suoi contributi alla genetica. Fu anche membro della Royal Society di Londra e della Royal Society di Edimburgo.
Nel corso della sua vita fu anche attivamente impegnata nella divulgazione scientifica e nella formazione delle donne nella scienza, posizionandosi come figura di riferimento nell’ambito delle pari opportunità nella ricerca.